# Lutzomyia gibsoni
Lutzomyia gibsoni är en tvåvingeart som först beskrevs av Pifano F., Ortíz I. 1972.  Lutzomyia gibsoni ingår i släktet Lutzomyia och familjen fjärilsmyggor.
Artens utbredningsområde är Venezuela. Inga underarter finns listade i Catalogue of Life.